# Graeme Crosby
Graeme Crosby (Renwick, 28 de mayo de 1948) es un expiloto de motociclismo neozelandés.

## Biografía
Crosby comenzó su carrera en 1974 en competiciones locales. En 1976 se distinguió en el campeonato australiano Superbike. En 1980 se traslada a Europa, donde gana el Senior TT del Formula TT.
Ese mismo año debutó en categoría 500 de campeonato mundial a bordo de Suzuki, terminando octavo. En el mismo año, ganó 8 Horas de Suzuka junto con Wes Cooley con Suzuki Yoshimura I.
El año siguiente siempre compite en la misma categoría y, luego de alcanzar cuatro podios, alcanza el quinto lugar en la clasificación final del campeonato mundial.
En 1982, pasa a Yamaha; a pesar de algunas lesiones, llegó a cinco lugares en el podio y obtuvo su mejor resultado en la categoría que terminó segundo en la clasificación general antes de abandonar el campeonato mundial. En el mismo año ganó el Daytona 200 y también las 200 Millas de Imola.
Más tarde, también compitió en automovilismo, particularmente en competiciones de Turismos, especialmente en Nueva Zelanda y Australia.
En 1995 se insertó en el Hall of Fame deportes en Nueva Zelanda y en 2007 se incluyó en el Salón de la Fama del motociclismo de Nueva Zelanda.

## Resultados
| Posición | 1  | 2  | 3  | 4 | 5 | 6 | 7 | 8 | 9 | 10 |
| Puntos   | 15 | 12 | 10 | 8 | 6 | 5 | 4 | 3 | 2 | 1  |

(Carreras en negrita indica pole position; carreras en cursiva indica vuelta rápida)
| Año  | Cat.  | Equipo                   | Moto   | 1       | 2      | 3       | 4     | 5     | 6       | 7       | 8     | 9       | 10    | 11    | 12      | Pts. | Pos. |
| ---- | ----- | ------------------------ | ------ | ------- | ------ | ------- | ----- | ----- | ------- | ------- | ----- | ------- | ----- | ----- | ------- | ---- | ---- |
| 1980 | 500cc | Heron-Suzuki             | RG500  | NAT Ret | ESP 12 | FRA 5   | NED 8 | BEL 4 | FIN DNS | GBR 13  | GER 2 |         |       |       |         | 29   | 8.º  |
| 1981 | 500cc | Heron-Suzuki             | RGB500 | AUT 2   | GER 13 | NAT 2   | FRA 3 | YUG 4 | NED Ret | BEL 7   | RSM 3 | GBR Ret | FIN 5 | SWE 5 |         | 68   | 5.º  |
| 1982 | 500cc | Marlboro Agostini-Yamaha | YZR500 | ARG Ret | AUT 4  | FRA DNS | ESP 4 | NAT 3 | NED 4   | BEL Ret | YUG 2 | GBR 3   | SWE 3 | RSM 3 | GER Ret | 76   | 2.º  |